# جريج فينلي
جريج فينلي (بالإنجليزية: Greg Finley)‏ (و. 1984 – م) هو ممثل، وممثل أفلام، وممثل تلفزيوني من الولايات المتحدة الأمريكية . ولد في بورتلاند، مين .

## روابط خارجية
- جريج فينلي على موقع IMDb (الإنجليزية)
- جريج فينلي على موقع ألو سيني (الفرنسية)
- جريج فينلي على موقع أول موفي (الإنجليزية)
- جريج فينلي على موقع قاعدة بيانات الفيلم (الإنجليزية)
- جريج فينلي على موقع كينوبويسك (الروسية)